# Lerista walkeri
Lerista walkeri är en ödleart som beskrevs av  George Albert Boulenger 1891. Lerista walkeri ingår i släktet Lerista och familjen skinkar. IUCN kategoriserar arten globalt som livskraftig. Inga underarter finns listade i Catalogue of Life.